# U-3519
U-3519 – niemiecki okręt podwodny (U-Boot) typu XXI z okresu II wojny światowej. Okręt wszedł do służby w 1945 roku.

## Historia
Zamówienie na budowę okrętu zostało złożone w stoczni F.Schichau GmbH w Gdańsku. Rozpoczęcie budowy okrętu miało miejsce 19 września 1944. Wodowanie nastąpiło 23 listopada 1944, przekazanie do służby 6 stycznia 1945. Dowódcą U-3519 został Kapitanleutnant (kapitan marynarki) Richard von Harpe.
Okręt odbywał szkolenie początkowo w 8. Flotylli w Gdańsku, a od 16 lutego 1945 w 5. Flotylli w Kilonii. 
2 marca 1945 podczas rejsu szkoleniowego wszedł na brytyjską minę i zatonął. Zginęło 75 członków załogi U-3519, 3 uratowano.
Pozycja, na której zatonął U-3519: 54°11′00″N 12°05′00″E/54,183333 12,083333